# Rhaphidostegium wageri
Rhaphidostegium wageri là một loài Rêu trong họ Sematophyllaceae. Loài này được (C.H. Wright ex Wager) Dixon miêu tả khoa học đầu tiên năm 1929.